# Раёк (группа)
Раёк — украинская музыкальная группа из Киева, созданная Павлом Слободянюком и Оксаной Несененко. Дуэт прославился после выпуска дебютного альбома «Море огня» в 2021 году.

## История
В 2018 году Павел Слободянюк пригласил Оксану Несененко для участия в своём музыкальном проекте Yah. После плодотворного сотрудничества они решили создать музыкальный дуэт «Раёк». Название означает передвижной народный театр, состоящий из небольшого ящика с двумя увеличительными стёклами впереди. Внутри него переставляются картинки или перематывается с одного катка на другой бумажная полоса с доморощенными изображениями разных городов, великих людей и событий.
В 2019 году выпустили несколько заметных треков и клипов — «Волнами», «Буду хорошей» и «Облака».
В 2021 году группа презентовала дебютный альбом «Море огня», который получил высокую оценку музыкальных критиков и стал широко известен в Украине и России. О группе написали несколько крупных изданий — Медуза, Афиша, The Flow и др. А песни из альбома вышли в топ чарты стриминговых сервисов по прослушиваниям. По итогам, альбом «Море огня» был признан одним из лучших поп-релизов года.